# Moca aphrodora
Moca aphrodora är en fjärilsart som beskrevs av Edward Meyrick 1922. Moca aphrodora ingår i släktet Moca och familjen Immidae. Inga underarter finns listade i Catalogue of Life.